# La Plana (Avià)
La Plana és una entitat de població i antiga colònia tèxtil del municipi d'Avià, inclosa en l'Inventari del Patrimoni Arquitectònic de Catalunya, al peu del riu Llobregat, entre L'Ametlla de Casserres i Cal Rosal.

## Descripció
Colònia industrial de finals del segle xix, prop de Sant Vicenç d'Obiols. Els habitatges per als treballadors eren blocs plurifamiliars disposats en dues fileres creant un carrer paral·lel al riu. Les construccions són de dues o tres plantes, amb escala exterior i accés mitjançant un cos rectangular o quadrat a manera de torre que acull la caixa de l'escala i que se situa als extrems dels edificis.
En conjunt hi havia uns dos-cents habitatges distribuïts en quatre carrers. En aquests pisos arribaren a viure-hi 700 persones, per la qual cosa La Plana esdevingué una de les colònies més poblades del Berguedà. A més dels pisos, la colònia també havia comptat amb edificis de serveis i equipaments per a ús dels treballadors: escola de nois i de noies, teatre, cafè, botiga, estanc, merceria, botiga de queviures, barberia i camp de futbol.
Al centre hi ha una construcció d'estructura clàssica coberta a dues aigües. La zona de llevant era destinada a serveis i habitatges dels encarregats. La fàbrica és un edifici amb diverses naus, un dels pocs exemplars de la comarca, ja que hi predomina el tipus de fàbrica estructurat en pisos. Està feta de maçoneria amb maó a les cantonades, els marcs de les obertures. Encara es conserva el canal, la resclosa i el salt.

## Història
La fàbrica de la Plana, nom amb què és popularment coneguda, fou creada pels industrials Berguedans Miquel Roca, Agustí Rosal i Esteve Monegal els quals compraren, a finals del segle xix, uns terrenys situats a la masia d'Obiols. L'any 1892 sol·licitaren el permís per tal d'utilitzar l'aigua del riu Llobregat com a font d'energia i, seguidament, es posà en marxa la fàbrica. Des de l'inici es va concebre com una colònia industrial: el propietari, a més dels edificis industrials, bastí el conjunt d'habitatges i els serveis per als treballadors, així com una petita capella integrada a l'estructura dels habitatges que aviat quedà en desús a causa de l'augment de la població. Aleshores el culte es traslladà a St. Vicenç d'Obiols. La fàbrica, totalment destruïda per un incendi l'any 1899, fou venuda a final del segle xix a la societat Josep Sanglas y Hnos. de Manlleu, que hi va instal·lar una moderna filatura. L'activitat industrial quedà parada entre el 1903 i el 1908. Al cap de quasi 50 anys més de funcionament, La Plana tancà portes el 1963, molt abans que la crisi del sector afectés les altres colònies de la zona. Els treballadors que ho van voler van poder comprar els pisos, però amb el tancament de la indústria la colònia va començar a perdre habitants. Hi va haver diferents intents de reobrir la fàbrica. El més reeixit va ser el de Martí Font, que va instal·lar a l'antiga fàbrica una moderna filatura, amb el nom de Planafil. Aquesta indústria va patir un incendi el 1999, però amb reconversió tecnològica i productiva, ha pogut subsistir fins a l'actualitat. D'altra banda, La Plana s'ha convertit actualment en un polígon industrial que acull indústries de sectors diversos com l'agroalimentari, el reciclatge o la mecànica.